# Championnat du circuit de snooker 2020
Le championnat du circuit 2020 est un tournoi de snooker de catégorie classée comptant pour la saison 2019-2020.

## Déroulement

### Contexte avant le tournoi
L'épreuve devait initialement se tenir du 17 au 22 mars 2020 au Venue Cymru de Llandudno, au Pays de Galles. En raison du coronavirus, elle a été reportée du 20 au 26 juin 2020 à la Marshall Arena de Milton Keynes et s'est déroulée sans spectateurs. Elle est organisée par la WPBSA et parrainée par la société de paris britannique Coral.
C'est la troisième étape des Coral Series, après le Grand Prix mondial et le championnat des joueurs. La compétition rassemble 8 participants, qualifiés selon leur nombre de points accumulés au cours de la saison. Le vainqueur remporte un prix de 150 000 £.
Ronnie O'Sullivan avait gagné le tournoi inaugural l'an passé, dominant l'Australien Neil Robertson en finale 13 à 11. Il ne défend pas son titre, étant donné qu'il n'est classé que 18e sur la saison.

### Faits marquants
Lors du premier tour, Stephen Maguire a réalisé une performance remarquable : il a compilé six centuries dont quatre consécutivement. Il devient le cinquième joueur dans l'histoire du snooker à accomplir un tel exploit. Maguire tire pleinement profit du retrait de Ding Junhui pour intégrer le champ de joueurs, écarter le numéro un mondial et s'imposer face à Mark Allen en finale par 10 manches à 6. L'Écossais met fin à sept années de disette en tournois classés en s'adjugeant le titre ainsi que la Coupe Coral. Ayant également réalisé le meilleur break du tournoi, Maguire gagne un total de 260 000 £.

## Dotation
La répartition des prix est la suivante :
- Vainqueur : 150 000 £
- Finaliste : 60 000 £
- Demi-finaliste : 40 000 £
- Quart de finaliste : 20 000 £
- Meilleur break : 10 000 £
- Dotation totale : 380 000 £

## Qualifiés
Les joueurs qualifiés sont les joueurs ayant remporté le plus de points entre les Masters de Riga 2019 et l'Open de Gibraltar 2020. Par précaution, Ding Junhui a choisi de ne pas participer au tournoi, devant voyager depuis la Chine, il a donc été remplacé par Stephen Maguire.
| Rang | Joueur          | Points totaux | Résultat         | Résultat                    |
| ---- | --------------- | ------------- | ---------------- | --------------------------- |
| 1    | Judd Trump      | 706 500       | Demi-finales     | éliminé par Stephen Maguire |
| 2    | Shaun Murphy    | 383 000       | Quarts de finale | éliminé par Mark Allen      |
| 3    | Mark Selby      | 285 500       | Demi-finales     | éliminé par Mark Allen      |
| 4    | Neil Robertson  | 274 500       | Quarts de finale | éliminé par Stephen Maguire |
| 5    | Ding Junhui     | 261 250       | Retiré           | Retiré                      |
| 6    | Yan Bingtao     | 206 500       | Quarts de finale | éliminé par Mark Selby      |
| 7    | Mark Allen      | 165 500       | Finaliste        | éliminé par Stephen Maguire |
| 8    | John Higgins    | 158 500       | Quarts de finale | éliminé par Judd Trump      |
| 9    | Stephen Maguire | 152 000       | Vainqueur        | contre Mark Allen           |

## Coupe Coral
Le sponsor du tournoi Coral décerne la coupe Coral ainsi qu'un prix de 100 000 £ au joueur qui a amassé le plus de points lors des trois tournois des Coral Series. Dans l'éventualité où un joueur remporterait ces trois tournois, un bonus de 500 000 £ serait accordé. Cette deuxième coupe est remportée par Stephen Maguire.
| Joueur          | Grand Prix Mondial | Championnat des joueurs | Championnat du circuit | Total   |
| --------------- | ------------------ | ----------------------- | ---------------------- | ------- |
| Stephen Maguire | 0                  | 30 000                  | 150 000                | 180 000 |
| Judd Trump      | 7 500              | 125 000                 | 40 000                 | 172 500 |
| Neil Robertson  | 100 000            | 0                       | 0                      | 100 000 |
| Mark Allen      | 0                  | 15 000                  | 60 000                 | 75 000  |
| Mark Selby      | 0                  | 15 000                  | 40 000                 | 55 000  |
| Yan Bingtao     | 0                  | 50 000                  | 0                      | 50 000  |
| Graeme Dott     | 40 000             | 0                       | 0                      | 40 000  |
| Shaun Murphy    | 0                  | 30 000                  | 0                      | 30 000  |

## Tableau
|  | Quarts de finale au meilleur des 17 manches | Quarts de finale au meilleur des 17 manches | Quarts de finale au meilleur des 17 manches |            |            | Demi-finales au meilleur des 17 manches | Demi-finales au meilleur des 17 manches | Demi-finales au meilleur des 17 manches |  |  | Finale au meilleur des 19 manches | Finale au meilleur des 19 manches | Finale au meilleur des 19 manches |
|  |                                             |                                             |                                             |            |            |                                         |                                         |                                         |  |  |                                   |                                   |                                   |
|  |                                             | Judd Trump                                  | 9                                           |            |            |                                         |                                         |                                         |  |  |                                   |                                   |                                   |
|  |                                             | John Higgins                                | 4                                           |            |            |                                         |                                         |                                         |  |  |                                   |                                   |                                   |
|  |                                             | John Higgins                                | 4                                           |            | Judd Trump | 6                                       |                                         |                                         |  |  |                                   |                                   |                                   |
|  |                                             |                                             |                                             |            | Judd Trump | 6                                       |                                         |                                         |  |  |                                   |                                   |                                   |
|  |                                             |                                             | Stephen Maguire                             | 9          |            |                                         |                                         |                                         |  |  |                                   |                                   |                                   |
|  |                                             | Neil Robertson                              | Stephen Maguire                             | 9          | 5          |                                         |                                         |                                         |  |  |                                   |                                   |                                   |
|  |                                             | Neil Robertson                              |                                             |            | 5          |                                         |                                         |                                         |  |  |                                   |                                   |                                   |
|  |                                             | Stephen Maguire                             | 9                                           |            |            |                                         |                                         |                                         |  |  |                                   |                                   |                                   |
|  |                                             |                                             |                                             |            |            |                                         |                                         |                                         |  |  |                                   | Stephen Maguire                   | 10                                |
|  |                                             |                                             |                                             | Mark Allen | 6          |                                         |                                         |                                         |  |  |                                   |                                   |                                   |
|  |                                             | Mark Selby                                  | 9                                           |            |            |                                         |                                         |                                         |  |  |                                   |                                   |                                   |
|  |                                             | Yan Bingtao                                 | 6                                           |            |            |                                         |                                         |                                         |  |  |                                   |                                   |                                   |
|  |                                             | Yan Bingtao                                 | 6                                           |            | Mark Selby | 2                                       |                                         |                                         |  |  |                                   |                                   |                                   |
|  |                                             |                                             |                                             |            | Mark Selby | 2                                       |                                         |                                         |  |  |                                   |                                   |                                   |
|  |                                             |                                             | Mark Allen                                  | 9          |            |                                         |                                         |                                         |  |  |                                   |                                   |                                   |
|  |                                             | Shaun Murphy                                | Mark Allen                                  | 9          | 8          |                                         |                                         |                                         |  |  |                                   |                                   |                                   |
|  |                                             | Shaun Murphy                                |                                             |            | 8          |                                         |                                         |                                         |  |  |                                   |                                   |                                   |
|  |                                             | Mark Allen                                  | 9                                           |            |            |                                         |                                         |                                         |  |  |                                   |                                   |                                   |

## Finale
| Finale au meilleur des 19 manches Arbitre : Rob Spencer |                          |                            |
| Stephen Maguire Écosse                                  | 10 - 6 ( - )             | Mark Allen Irlande du Nord |
| 1 139                                                   | Centuries Meilleur break | 2 125                      |
| Stephen Maguire remporte le championnat du circuit 2020 |                          |                            |

## Centuries
- 139, 135, 132, 117, 115, 111, 108, 103  Stephen Maguire
- 135  Judd Trump
- 131, 117, 116, 110, 100, 100  Shaun Murphy
- 125, 107, 100  Mark Allen
- 119, 105  Mark Selby
- 103, 100  Neil Robertson